# Carticasi
Carticasi är en kommun i departementet Haute-Corse på ön Korsika i Frankrike. Kommunen ligger i kantonen Bustanico som tillhör arrondissementet Corte. År 2022 hade Carticasi 25 invånare.

## Befolkningsutveckling
Antalet invånare i kommunen Carticasi
Referens:INSEE